# Yanworth
Yanworth est une paroisse civile et un village du Gloucestershire, en Angleterre.